# Hans Wachtmeister
Hans Wachtmeister († 1590) war ein schwedischer Feldmarschall.

## Leben

### Familie
Hans Wachtmeister, der aus einer Adelsfamilie von der Insel Dagö herstammte und ein Sohn von Claes Wachtmeister († nach 1550) war, wurde der Stifter sämtlicher schwedischer Geschlechter Wachtmeister.
Er vermählte sich mit Beata Eriksdotter (geborene Stålarm). Aus der Ehe gingen drei Kinder hervor, darunter:
- Claes Wachtmeister († 1631) estländischer Landrat, ⚭ Elisabet Wrangel († 1666)
- Beata Wachtmeister († nach 1661), ⚭ Claas Uggla († 1676), schwedischer Admiral

### Werdegang
Wachtmeister stand zunächst in deutschen Kriegsdiensten. 1569 begab er sich von Alt-Livland aus, als Rittmeister in schwedische Dienste und führte als solcher für Johann III. in den 1570er Jahren eine deutsche Adelsfahne im Livländischen Krieg gegen die Russen. 1581 war er schwedischer Feldkommandant bzw. Feldoberst in Estland und führte 1582 auch den Titel Feldmarschall. Er war einer der schwedischen Unterhändler zum Friedensschluss von Pusmund. Er war 1588 kommissarischer schwedischer Statthalter in Estland.
Bereits 1578 wurde er gleichzeitig mit einer Reihe weiterer deutscher Ritter in den schwedischen Adelsstand erhoben. Er war seit 1575 Erbherr auf dem Rittergut Aunack auf Dagö, das schon seinem Vater und Großvater gehörte. Im Jahre 1578 hatte er dazu noch Laakt erworben und erhielt 1581 Poll als Lehen der schwedischen Krone. Wachtmeister wurde am 8. Mai 1590 in Reval bestattet. Seiner Witwe wurden 1601 die Besitzrechte des Feldmarschalls Hans Wachtmeister über die auf Dagö gelegenen Gesinde und Hofstätten  Waifer, Suriküla, Aunack, Häsenhöffen, Alixsar, auch einiger Inseln (Holmen), besetztes sowie ödes Land konfirmiert.